# محمود لطفی
محمود لطفی (زادهٔ ۱۳۰۵ – درگذشتهٔ ۱۴ مرداد ۱۳۶۸) بلندقدترین بازیگر تاریخ سینمای ایران بود. قد او حدود ۲۱۸ سانتی‌متر بود.
وی مبتلا به بیماری غول پیکری بود.

## زندگی هنری
محمود لطفی در سال ۱۳۰۵ در شهر تبریز و محله خیابان به دنیا آمد. وی بازیگری را با فیلم خواب و خیال در سال ۱۳۳۴ به کارگردانی مجید محسنی آغاز کرد. او که گروهبان ارتش و دژبان در ژاندارمری بود بازیگری را نیز ادامه داد تا این‌که در سال ۱۳۵۴ برای نقش شیرعلی قصاب در مجموعهٔ تلویزیونی دایی‌جان ناپلئون کار ناصر تقوایی انتخاب شد. این نقش باعث شهرت فوق‌العاده‌ای برای وی شد تاجایی که در یکی دو برنامه تلویزیونی هم شرکت کرد. پس از انقلاب، وی بجز یکی دو نمایش تلویزیونی کاری جلوی دوربین نکرد تا اینکه در سال ۱۳۶۷ برای بازی در یکی از نقش‌های ای ایران، به کارگردانی ناصر تقوایی انتخاب شد. بازیگر غول پیکر سینمای ایران در روز شنبه ۱۴ مرداد ۱۳۶۸ در حین فیلمبرداری فیلم مادر ساختهٔ علی حاتمی بر اثر سکته قلبی درگذشت.

## آثار
| سال  | فیلم                 | نقش         |
| ---- | -------------------- | ----------- |
| ۱۳۵۴ | کاف‌شو                |             |
| ۱۳۵۵ | دایی‌جان ناپلئون      | شیرعلی قصاب |
| ۱۳۵۶ | نان و نمک            |             |
| ۱۳۵۶ | فری دست قشنگ         |             |
| ۱۳۵۶ | روزهای بی‌خبری        |             |
| ۱۳۵۶ | آقای لر به شهر می‌رود |             |
| ۱۳۵۷ | ایتالیا ایتالیا      |             |
| ۱۳۵۷ | زرخرید               |             |
| ۱۳۶۸ | ای ایران             |             |
| ۱۳۶۸ | مادر                 |             |